# Léon Bertrand
Léon Bertrand (ur. 11 maja 1951 w Saint-Laurent-du-Maroni) – francuski polityk z Gujany Francuskiej, były minister delegowany ds. turystyki.

## Życiorys
Ukończył studia medyczne, zawodowo pracował jako nauczycieli fizyki i biologii w college'u w Saint-Laurent-du-Maroni. W 1983 po raz pierwszy został merem swojej rodzinnej miejscowości, sprawował ten urząd nieprzerwanie do 2018.
Zaangażował się też w działalność gaullistowskiego Zgromadzenia na rzecz Republiki. W 1988, 1993, 1997 i 2002 uzyskiwał mandat deputowanego do Zgromadzenia Narodowego w drugim okręgu wyborczym w Gujanie Francuskiej.
W 2002 objął stanowisko sekretarza stanu ds. turystyki w rządzie Jean-Pierre'a Raffarina (przy ministrze transportu). W 2004 podniesiono go do rangi ministra delegowanego. Funkcję tę pełnił także w gabinecie Dominique'a de Villepin do 2007. W wyborach parlamentarnych w tym samym roku jako kandydat Unii na rzecz Ruchu Ludowego bez powodzenia ubiegał się o reelekcję, przegrywając z przedstawicielem lokalnych socjalistów.
W 2008 po raz kolejny został burmistrzem Saint-Laurent-du-Maroni. W tym samym roku powołano go też na stanowisko głównego inspektora ds. edukacji narodowej przy prezydencie Francji Nicolasie Sarkozym. W 2018 został skazany na karę pozbawienia wolności za nadużycia.